# Бомпорто
Бомпо̀рто (на италиански: Bomporto, на местен диалект Bumpòrt, Бумпорт) е град и община в северна Италия, провинция Модена, регион Емилия-Романя. Разположен е на 20 m надморска височина. Населението на общината е 9993 души (към 2012 г.).